# Diecezja Viterbo
Diecezja Viterbo – diecezja Kościoła rzymskokatolickiego we Włoszech, a dokładniej w Lacjum. Należy do metropolii rzymskiej. Została erygowana w VI wieku. W XII wieku włączono do niej diecezję Tuscanella, następnie w roku 1936 opactwo terytorialne San Martino al Monte Cimino i wreszcie w roku 1986 diecezje Acquapendente, Bagnoregio i Montefiascone. Po każdej z tych fuzji byłe stolice biskupie dopisywano do nazwy diecezji, przez co stała się ona bardzo długa. W 1991 papież Jan Paweł II przywrócił diecezji jej oryginalną, krótką nazwę, która obowiązuje do dziś.